# 玉ちゃん (ライター)
玉ちゃん（たまちゃん、1985年10月16日 - ）は、青森県出身の女性パチンコライター、パチスロライター、プロ雀士。ガイドワークス所属。身長約150センチ。

## 経歴
高校卒業後、地元のパチスロでアルバイト。
東京へ遊びに来た際にキャバクラのキャッチにスカウトされ上京。
2013年よりパチンコ動画サイト「P-martTV」でひなたとして活動開始。アシスタントMCとして出演を重ねる。
2014年11月、テレビ埼玉「真王伝説」の出演者オーディションを受け、合格しタレントデビュー。番組レギュラーとなる。同期は鈴木涼子。当時は玉川恵巳名義でも活動していた。
番組で知り合ったパチンコライターなどからの勧めもあり、ギャンブル系ライターをめざし、2015年10月にパチンコ必勝ガイドが開催していた「かおりっきぃ☆の妹オーディション」に合格。以降編集部に在籍し、「パチンコ必勝ガイド メガ盛り」シリーズを担当。その後「パチンコ必勝ガイド」編集部在籍となる。「パチンコ必勝ガイド」各誌面、DVD作品にも出演する。
2016年12月をもって「真王伝説」を卒業するが、卒業後7ヶ月後に、再度オーディションを受けて、2017年7月から「パチンコライター」の肩書でレギュラー復帰。
上記のとおり素人時代からパチンコ、パチスロ業界と縁深いが、2016年3月には日本プロ麻雀協会のプロテストに合格し、以降プロ雀士としても活動。
タレント活動歴から編集部員でありながら顔役を務めることも多く、オートレーサー・森且行掲載時にはかおりっきぃ☆らとともにインタビュアー、実践相手を務めた。
2021年2月28日、たま嵐69話にて体重47kgと公表

## 人物
- 真王伝説生まれ・真王伝説育ちを自称し、番組への愛着を示している。
- 座右の銘…今を生きる[5]。
- 趣味・特技…飲む打つ食う。休日の過ごし方…飲む打つ食う。寝る[5]。

## 出演

### テレビ
- 真王伝説 (2014年11月 - 2016年12月、2017年7月 - 、テレビ埼玉） - レギュラー
- 開店!SIRのパチスキ! - 2018年7月28日

### ウェブ
- みんなのパチンコフェス2023オンライン（2023年11月2日、3日、日本遊技機工業組合／KIBUN PACHI-PACHI委員会）[11]

### 書籍扱いDVD
- ガチぱち なでし娘BOX ~百花繚乱!!女のガチンコ出玉祭り!!!~（2017年5月8日、ガイドワークス）
- パチンコ出玉総取りトーナメント 女王決定戦（ガイドワークス (2017年9月14日、ガイドワークス)

### イベント
- ニコニコ超会議2018（4月28日・29日に幕張メッセ）[12]